# Триптих

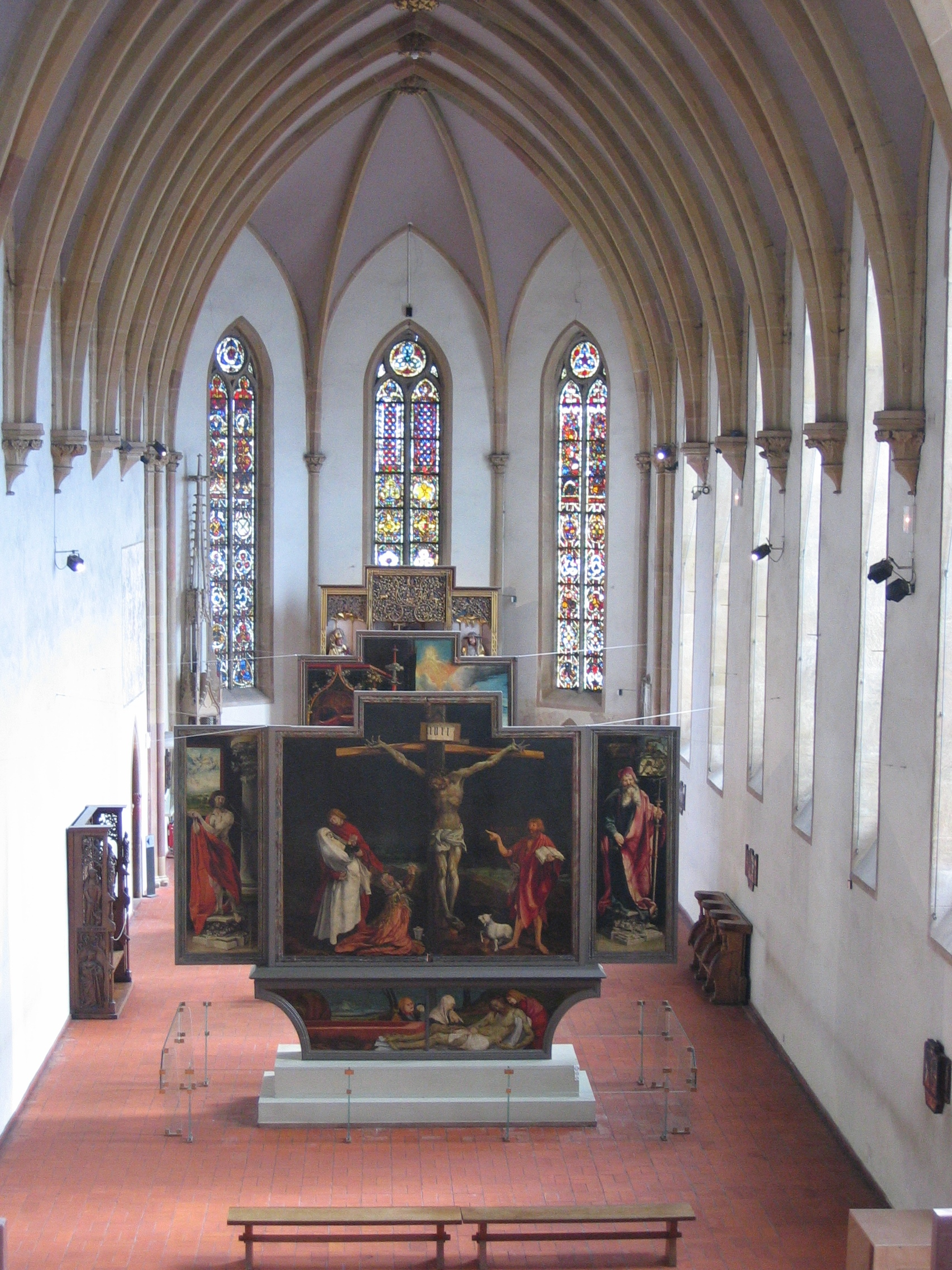
Ізенгеймський вівтар Грюневальда

Триптих (від грец. τρίπτυχος — складений втричі) — витвір мистецтва, який складається з трьох картин, барельєфів та інших художніх творів, об'єднаних спільною ідеєю (складень).

Триптих є різновидом поліптиху, що позначає роботу з безліччю панелей або картин. Робота поділяється на три секції або три різьблені панелі, які висять разом та поруч. Середня робота як правило найбільша, а з боків розташовуються дві менші, зазвичай рівні за розмірами. 
Незважаючи на те, що корінь слова йде від давньогрецького «triptychos», слово виникло в Середньовіччі від давньоримської назви таблички для письма, яка мала дві навісні панельки, що примикають до центральної. Слово також могло використовуватися для позначення ювелірної  підвіски.
У літературі  триптих пов'язаний спільним ідейним змістом та мотивом. Найпоширеніші у поезії «Сльози-перли» Лесі Українки, «Триптих» О. Ольжича, «Кшотриптих» М. Вінграновського, «Триптих про слова» І. Драча, «Древлянський триптих» Ліни Костенко, «Ланчонентний триптих» Б. Бойчука та ін.

## Еволюція

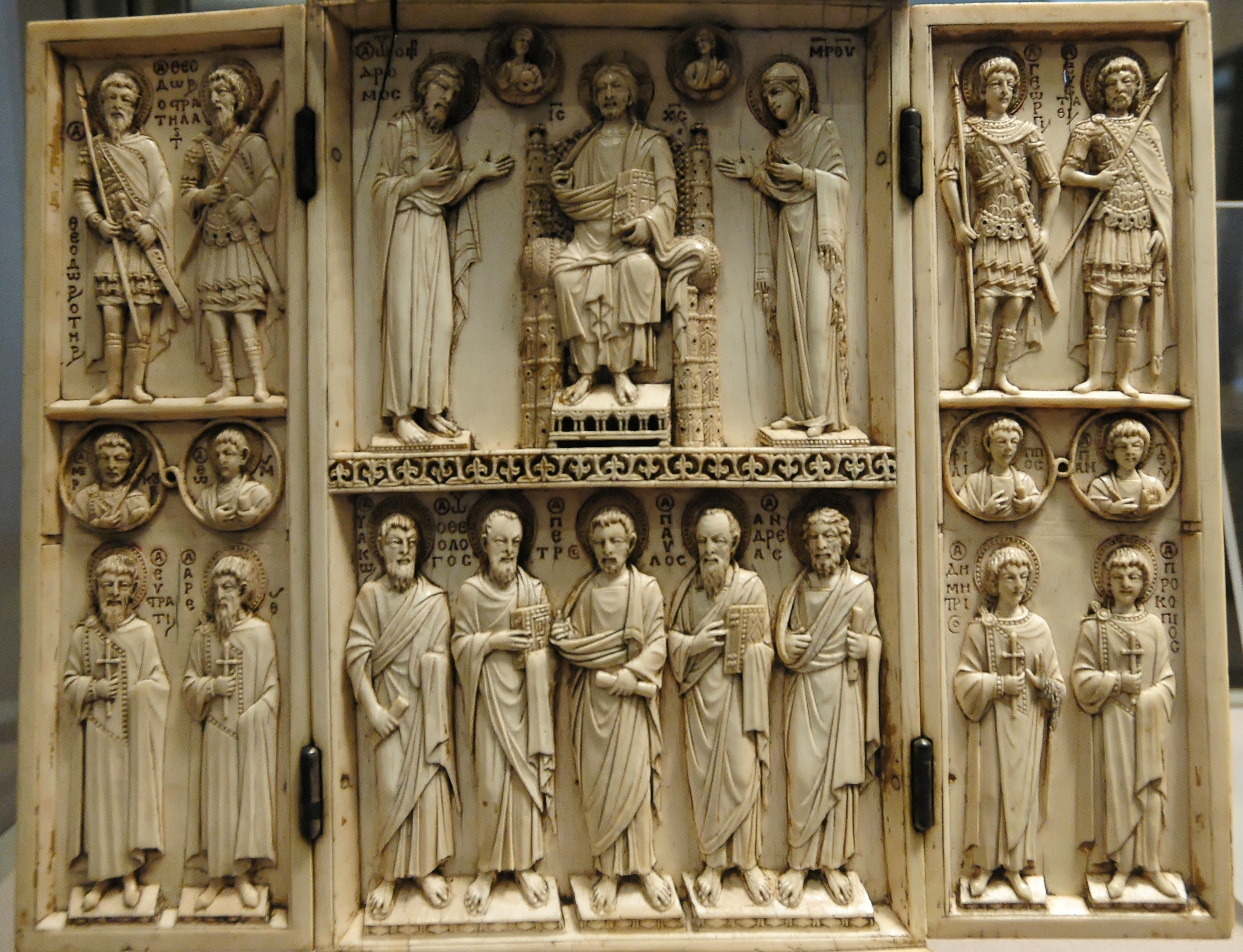
Триптих Арбавіля (Візантія, X століття)

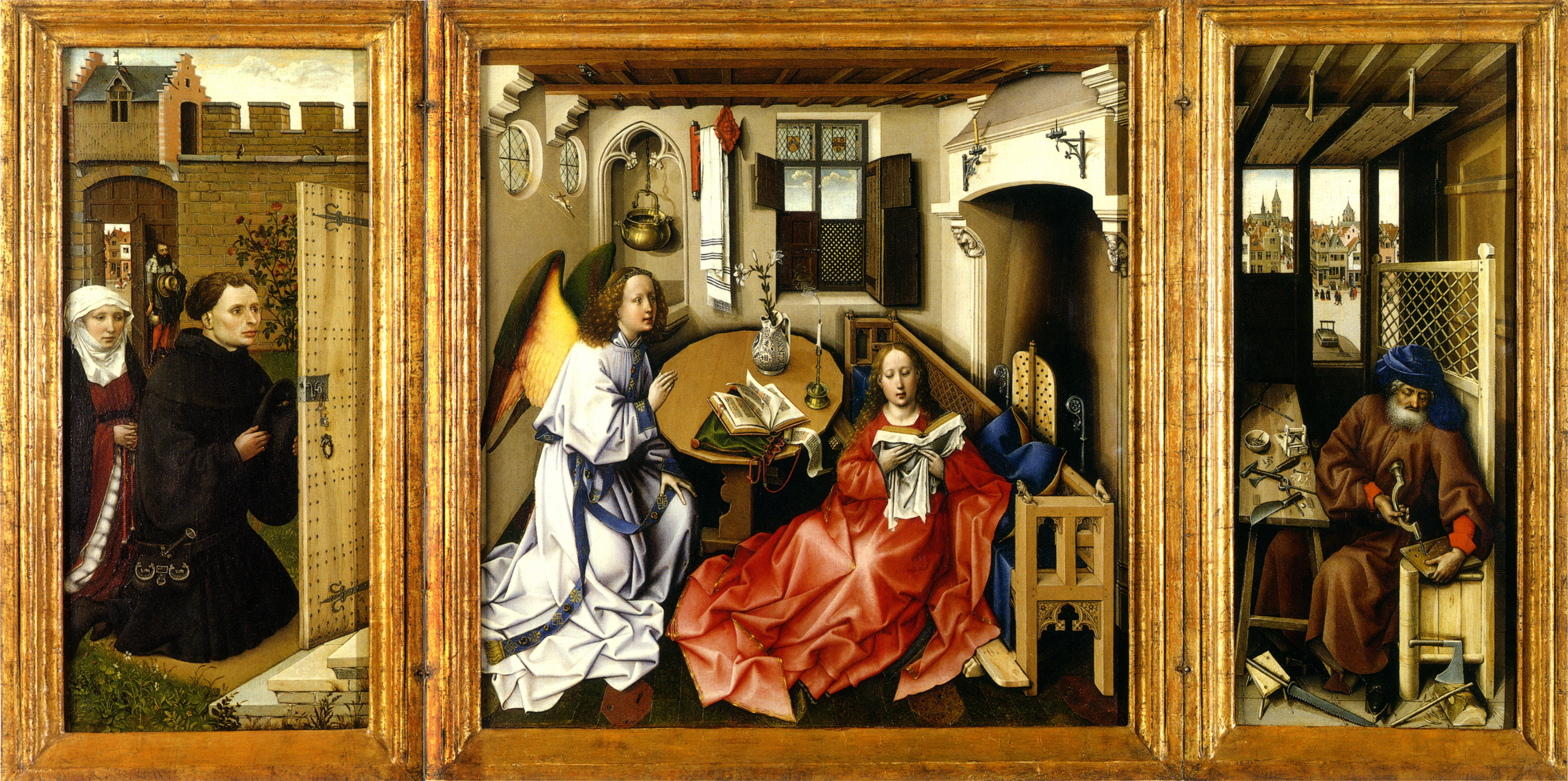
Флемальський майстер. «Благовіщення Мероде» (близько 1427 року)

Форма триптиха прийшла з раннього християнського мистецтва і в Середньовіччі була популярним форматом для створення картин, які вішали біля вівтаря. Географічна поширеність становила від східних візантійських храмів до Британії на заході. Художники та скульптори Ренесансу, такі як Ганс Мемлінг («Страшний суд» із Гданська) та Ієронімус Босх теж використовували цю форму мистецтва, а також цей термін вживається у відношенні малих літературних форм, в першу чергу віршів. 
Починаючи з готичного періоду і далі як в Європі, так і в інших країнах стіни навколо вівтарів у церквах та соборах часто оформлялися триптихами. У Соборі Антверпенської Богоматері знаходяться два зразки роботи Рубенса, а в Соборі Паризької Богоматері є інший зразок архітектурного триптиха. Структура триптиха традиційна для церковних вітражів. 

## Приклади
Хоча найвідоміший вид триптиха поруч з вівтарем, що не належать до цієї категорії відомі роботи включають в себе твори: 
- Благовіщення і двоє святих (Сімоне Мартіні)
- Сад земних насолод (Ієронімус Босх)
- Спокуса святого Антонія (Ієронім Босх)
- Вівтар Портінарі (Гуго ван дер Гус)
- Воздвиження Хреста (Пітер Пауль Рубенс)
- автопортретні триптихи Френсіса Бекона